# Exocentrus laosicus
Exocentrus laosicus là một loài bọ cánh cứng trong họ Cerambycidae.